# لاک-ده-اگل، کبک
لاک-ده-اگل (به فرانسوی: Lac-des-Aigles) شهری در منطقه شهری تمیسکوواتا ناحیه با-سن-لوران در استان کبک کانادا است. در سرشماری سال ۲۰۱۱ این شهر ۶۴۵ نفر جمعیت داشته‌است و مساحت آن ۸۵٫۱ کیلومتر مربع است.